# John Pratt (4e marquis Camden)
Pour les articles homonymes, voir John Pratt (homonymie) et Pratt.
John Charles Pratt, 4e marquis Camden (9 février 1872 - 15 décembre 1943), brièvement appelé comte de Brecknock en 1872, est un pair britannique.

## Biographie
Camden est né à Eaton Square, Londres, le troisième mais unique fils survivant de John Pratt (3e marquis Camden), de Lady Clementina Augusta, fille de George Spencer-Churchill (6e duc de Marlborough). Il est un cousin germain de Randolph Churchill du côté de sa mère. Il accède au marquisat à l'âge de deux mois à la mort prématurée de son père, et fait ensuite ses études à Collège d'Eton et au Trinity College, Cambridge.
En 1905, Camden est nommé Lord Lieutenant du Kent, poste qu'il occupe jusqu'à sa mort. Il combat pendant la Première Guerre mondiale comme major dans la cavalerie West Kent Yeomanry, où il reçoit la décoration territoriale. Il est également lieutenant adjoint du Sussex entre 1894 et 1922 ainsi que juge de paix pour le comté. Il est nommé Chevalier Grand-Croix de l'Ordre royal de Victoria en 1933. De 1942 à 1943, il est Commodore du prestigieux Royal Yacht Squadron.

## Famille

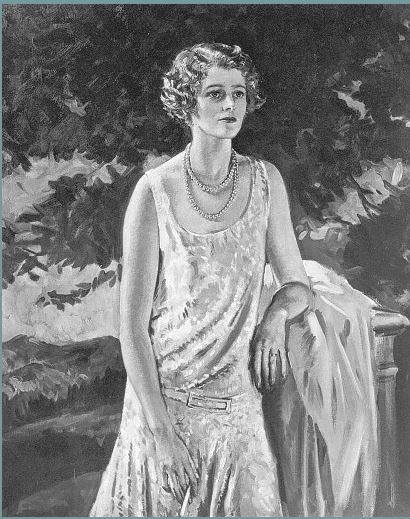
Comtesse de Brecknock, vers 1929

Lord Camden épouse Joan Marion, fille de Henry Nevill (3e marquis d'Abergavenny), en 1898. Ils ont deux fils et deux filles. Il meurt en décembre 1943, âgé de 71 ans, et est remplacé comme marquis par son fils aîné, John. La marquise Camden est décédée en juillet 1952, âgée de 74 ans.